# Johannes Beumer
Johannes Beumer (* 12. Oktober 1901 in Köln; † 23. Juni 1989 in Münster) war ein deutscher Theologe.

## Leben
1921 trat er in ’s-Heerenberg in die Gesellschaft Jesu ein. Er studierte im Ignatiuskolleg in Valkenburg aan de Geul. Nach der Priesterweihe am 27. August 1931 und dem Terziat in Münster promovierte er zum Doktor der Theologie an der Pontificia Università Gregoriana. Ab 1934 lehrte er Fundamentaltheologie in Valkenburg, von 1946 bis 1948 in Büren und seit 1948 an der Hochschule Sankt Georgen.

## Schriften (Auswahl)
- Theologie als Glaubensverständnis. Echter, Würzburg 1953.
- Erleuchteter Glaube. Die Theorie Heinrichs von Gent und ihr Fortleben in der Spätscholastik. In: Franziskanische Studien, Jg. 37 (1955), S. 129–160.
- Die mündliche Überlieferung als Glaubensquelle. Herder, Freiburg im Breisgau 1962.
- Die katholische Inspirationslehre zwischen Vatikanum I und II. Kirchliche Dokumente im Licht der theologischen Diskussion. Verlag Katholisches Bibelwerk, Stuttgart 1967.
- Die Inspiration der Heiligen Schrift. Herder, Freiburg im Breisgau 1968.
- Zwei Vermittlungstheologen der Reformationszeit. Philipp Melanchthon und Georg Witzel. In: Theologie und Philosophie, Jg. 43 (1968), S. 502–522.
- Erasmus der Europäer. Die Beziehungen des Rotterdamers zu den Humanisten seiner Zeit unter den verschiedenen Nationen Europas. Dietrich-Coelde-Verlag, Werl 1969.
- Die theologische Methode. Freiburg im Breisgau 1972, ISBN 3-451-00722-3.